# Branchinecta tarensis
Branchinecta tarensis är en kräftdjursart som beskrevs av Birabén 1946. Branchinecta tarensis ingår i släktet Branchinecta och familjen Branchinectidae. Inga underarter finns listade.